# Itháki (sziget)
Itháki avagy Ithaka (görögül Ιθάκη [Itháki]) Görögországhoz tartozó sziget a Jón-tengeren, Kefalóniától északkeletre, a Balkán-félszigettől és a kontinentális Görögországtól nyugatra. A hét Jón-sziget közül Paxí után ez a második legfontosabb.
Lakosainak száma 2011-ben 3231 fő volt. A főváros Vathi (vagy Vathy).
A modern Ithakát (Ithaca) általában Homérosz Ithakájával, Odüsszeusz otthonával azonosítják, akinek késedelmes visszatéréséről a szigetre szól az Odüsszeia.

## Földrajza

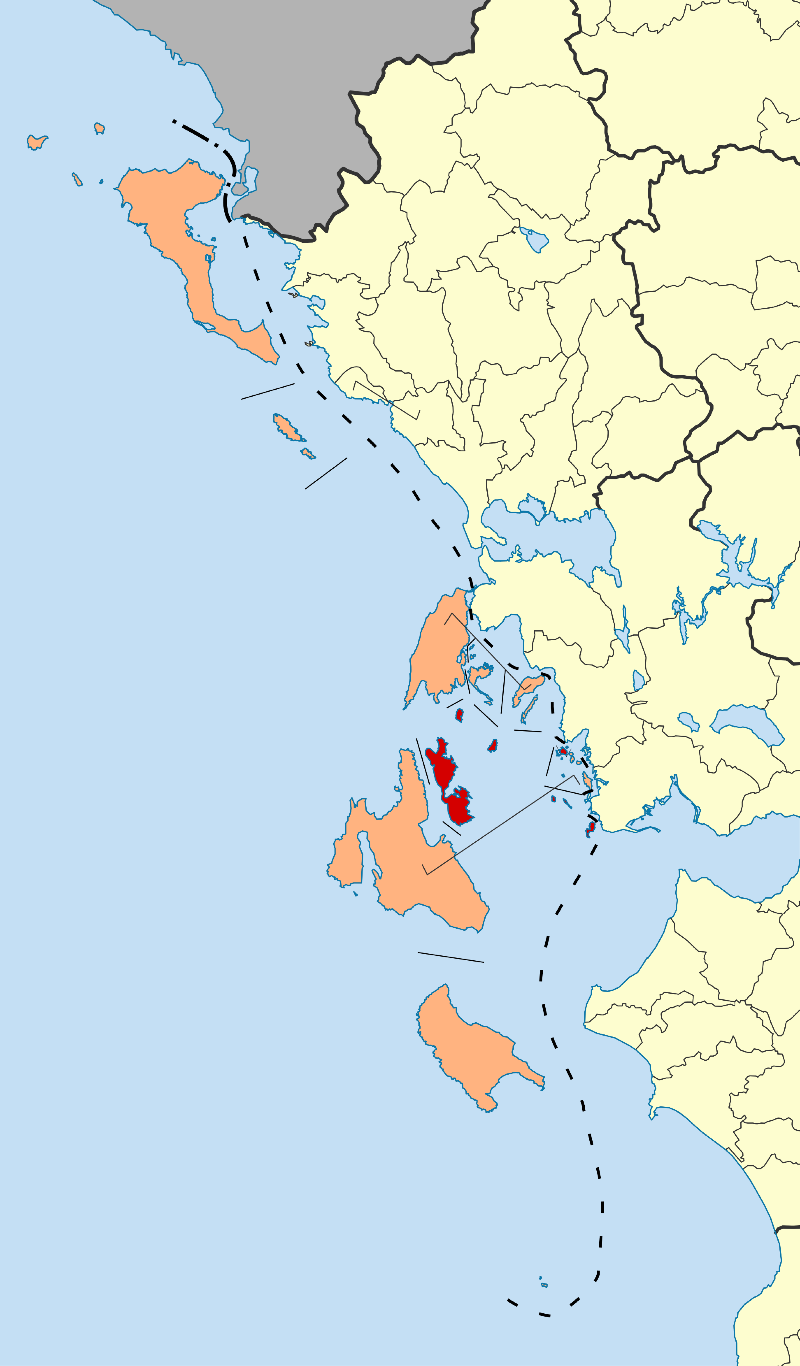
Ithaka fekvése a Jón-szigetek térképén

Itháki a Jón-szigetekhez tartozik. Területe 96 km². Észak-déli irányban húzódik, hossza 23 km és maximális szélessége 6 km. Két, körülbelül egyenlő méretű részből áll, melyeket az Aetosz (sas) szűk átjárója köti össze; utóbbi mindössze 600 méter széles. A két rész fogja körül Molosz öblét, amelynek déli ága Vathi kikötője. Vathi a sziget fővárosa és legnagyobb települése. A második legnagyobb település a sziget északi részén található Sztavrosz.
A Lazaretto-sziget (avagy a Megváltó szigete) őrzi a kikötőt. A Megváltó temploma és egy régi kegyhely maradványai is a szigeten helyezkednek el.  Az öblök közé tartozik az Afalesz-öböl északnyugatra, a Frikesz- és a Kioni-öböl északkeleti, a Molosz-öböl keletre, az Ormosz-öböl és a Szarakiniko-öböl délkeletre. A legmagasabb hegy a kettős csúcsú Niritosz (806 m) az északi részen található, majd délen a Merovigli (669 m).

## Története

### Első telepesek
Az első ember a neolitikus korszak utolsó éveiben (ie 4000-3000 körül) telepedett le a szigeten. Az épületek, a falak és egy út ebből az időből származó nyomai bizonyítják, hogy az élet létezett és folytatódott a korai hellén korszakban (ie 3000-2000 között) is.

### Mükénéi korszak

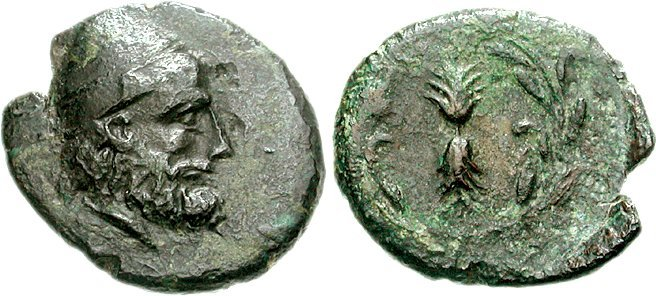
Odüsszeosz egy régi pénzérmén

A mükénéi időszakban (i.e. 1600-1100) Itháki az ősi történelem legmagasabb szintjére emelkedett. Az Odüsszeia és a szájhagyományok alapján úgy vélik, hogy a sziget lett a Jón Királyság fővárosa, amely a környező területeket is magába foglalta, az akkori egyik legerősebb államnak nevezték a Földközi-tenger vidékén. Homérosznak az Iliász és az Odüsszeia c. eposzai fényt derítenek a bronzkori Itháki-ra. Ezek a versek általában, valamikor az i. e. 9. vagy 8. században keletkeztek, de felhasználhattak régebbi mitológiai és költői hagyományokat is; a hős Odüsszeusz és Ithaca, valamint a környező szigetek és kontinens uralmának ábrázolása megőrzi az időszak politikai földrajzáról, szokásairól és társadalmáról szóló emlékeket.

### Később

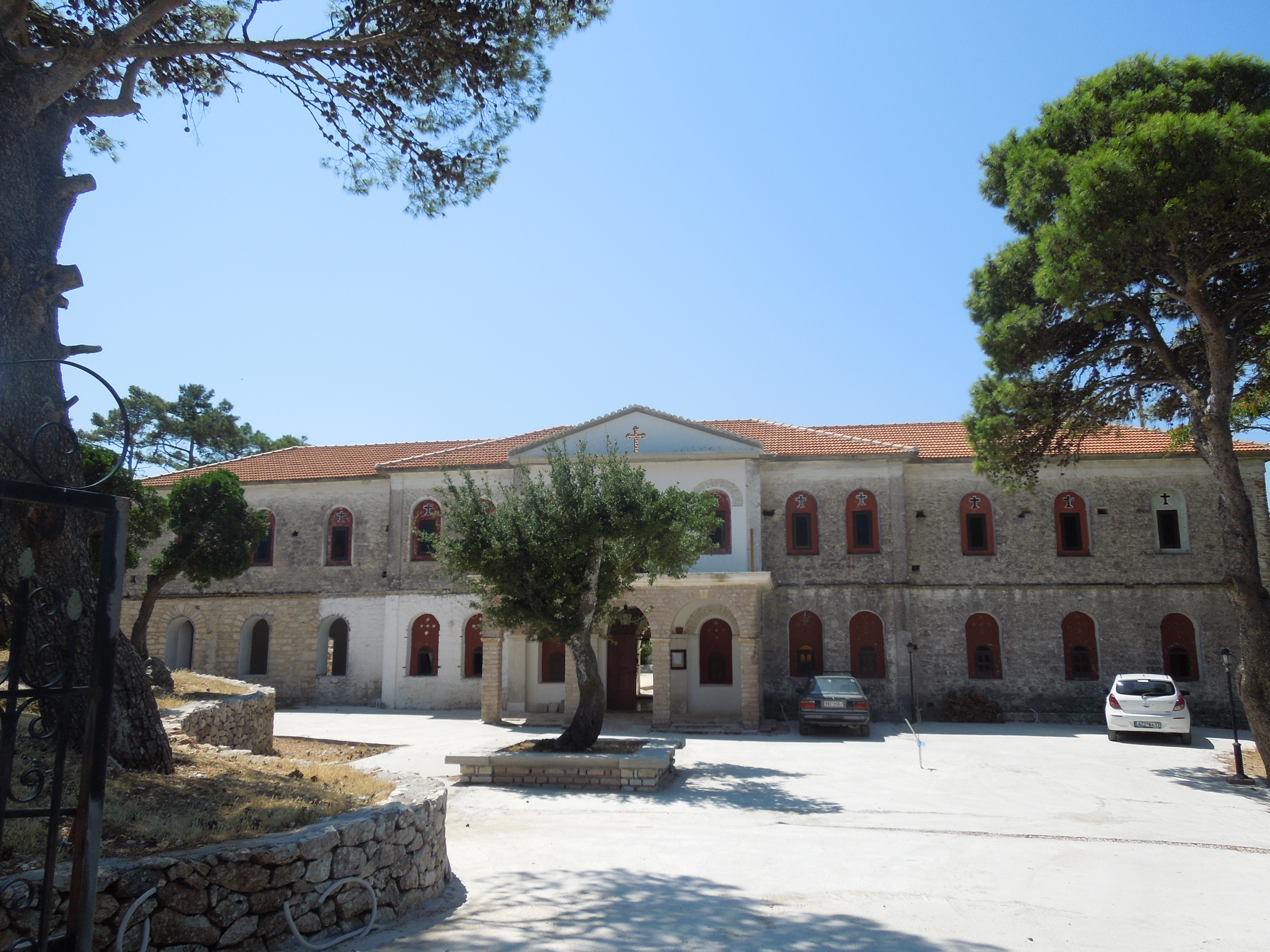
Kathara kolostor, Anogi

A Kr. e. 2. században a rómaiak elfoglalták a szigetet, majd később a Bizánci Birodalom részévé vált. Ithákit a 13. században a normannok uralták, majd egy rövid török uralom után a velenceiek kezébe került.
Ezt követően Ithákit a Campo Formió-i békezerződés 1797. évi elfogadásával Franciaország foglalta el. Ezután egy közös orosz-török haderő szabadította fel, Fjodor Usakov és Kadir bej admirálisok parancsnoksága idején 1798-ban, majd később a Hét Sziget Köztársaság részévé vált, amely eredetileg az Orosz Birodalom és az Oszmán Birodalom protektorátusaként jött létre. 1807-ben ismét francia birtokba került, amíg a Brit Birodalom 1809-ben át nem vette. Az 1815-ös Párizsi békeszerződés szerint Itháki a Jón-szigetek, a Brit Birodalom protektora. 1830-ban a helyi közösség kérte, hogy csatlakozhasson az újonnan felújított görög nemzetállam többi részéhez. Az 1864-es londoni egyezmény értelmében Ithákit a másik hat Jón-szigettel együtt I. György brit király Görögországnak adományozta diplomáciai barátságuknak gesztusaként, azonban fenntartotta korfui kikötőjének kiváltságos brit használatát.
1953-ban erős földrengés sújtotta, sok épület összedőlt.

## Közigazgatás
Itaca a Jón-szigetek régió különálló területi egysége, és a regionális egység egyetlen önkormányzata. A 2011-es Kallikratész-féle közigazgatási reform részeként az Ithaka regionális egység a volt Kefalónia és Ithaka prefektúra egy részéből jött létre. Az önkormányzat változatlanul a közigazgatási reformon kívül az Ithakám kívül további szigeteket is magába foglal: köztük két közelit, Cape Melissa, Arkoudi és az északkeleti Atokoszt, valamint az Echinadesz-szigetcsoport számos szigetét (közülük nagyobbak: Drakonera, Makri, Oxeia, Petalasz és Vromonasz) kelet felé az Aetolia-Acarnania szomszédságában. Csak Ithaka és Atokosz lakott.

## Legnagyobb települései
Vathi (2011-ben 1920-ban), Perachori (343), Sztavrosz (366), Platreithiasz (201) és Kioni (182).
Közösségek és falvak: Aetosz, Afalesz, Agiosz Joannisz, Agia Szaranta, Anogi, Exogi, Frikesz, Kalivia, Kathara, Kioni, Kolieri, Lachos, Lefki, Marmaka, Perachori, Piszo Aetosz, Platreithiasz, Rachi, Sztavrosz, Vathi.

## Galéria

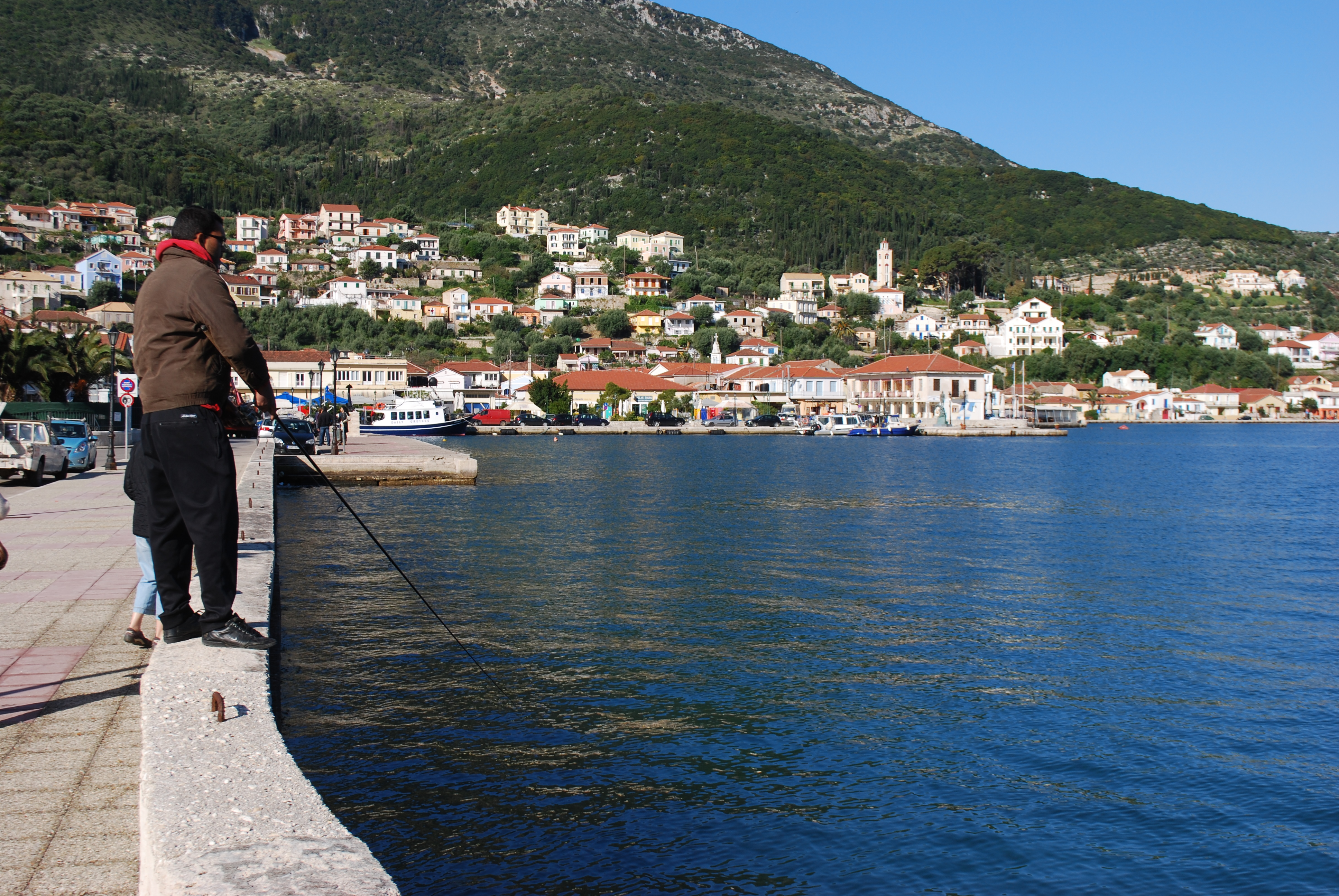
Ithaka
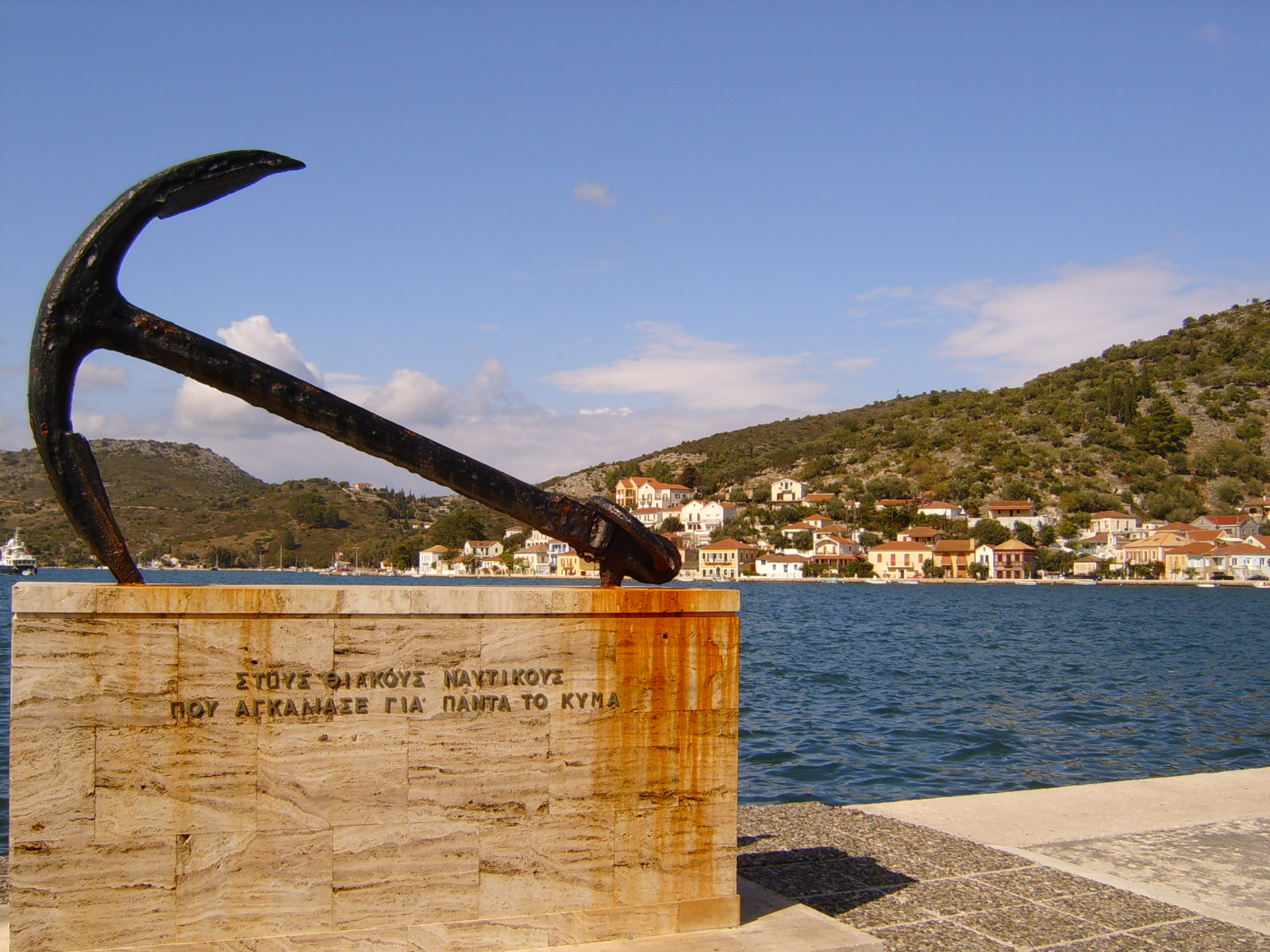
Vathi látképe
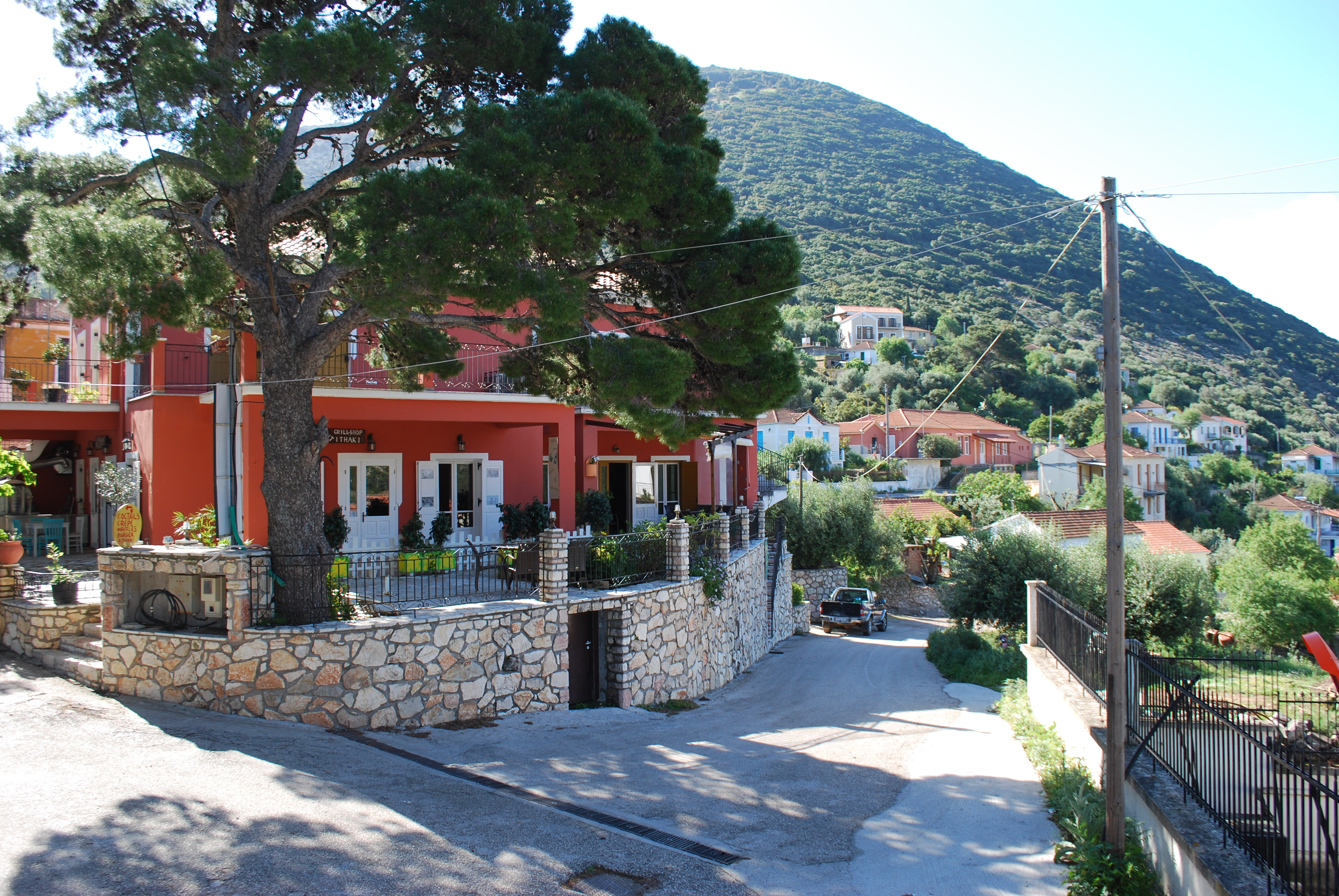
Sztavrosz
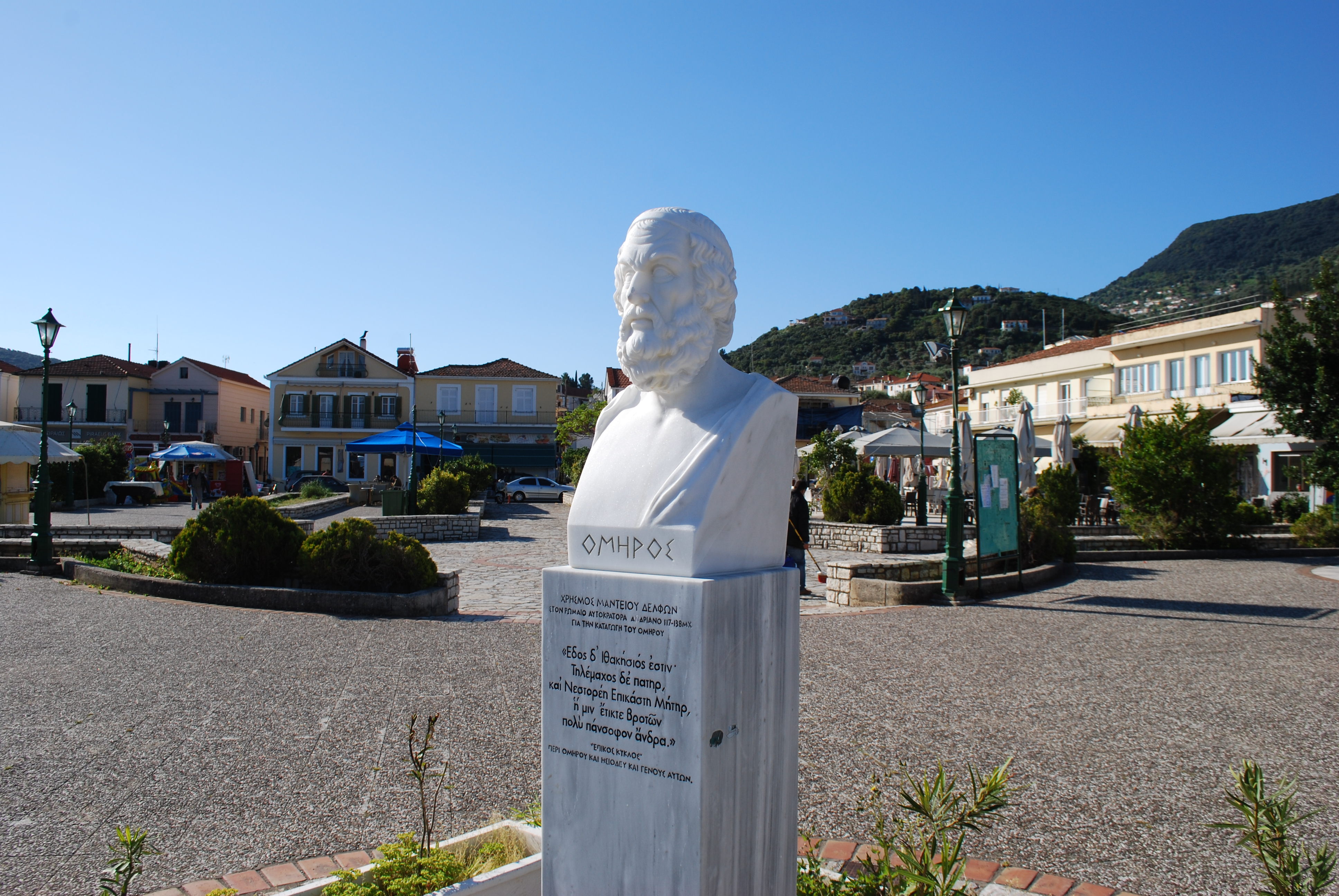
Homérosz mellszobra Vathi főterén
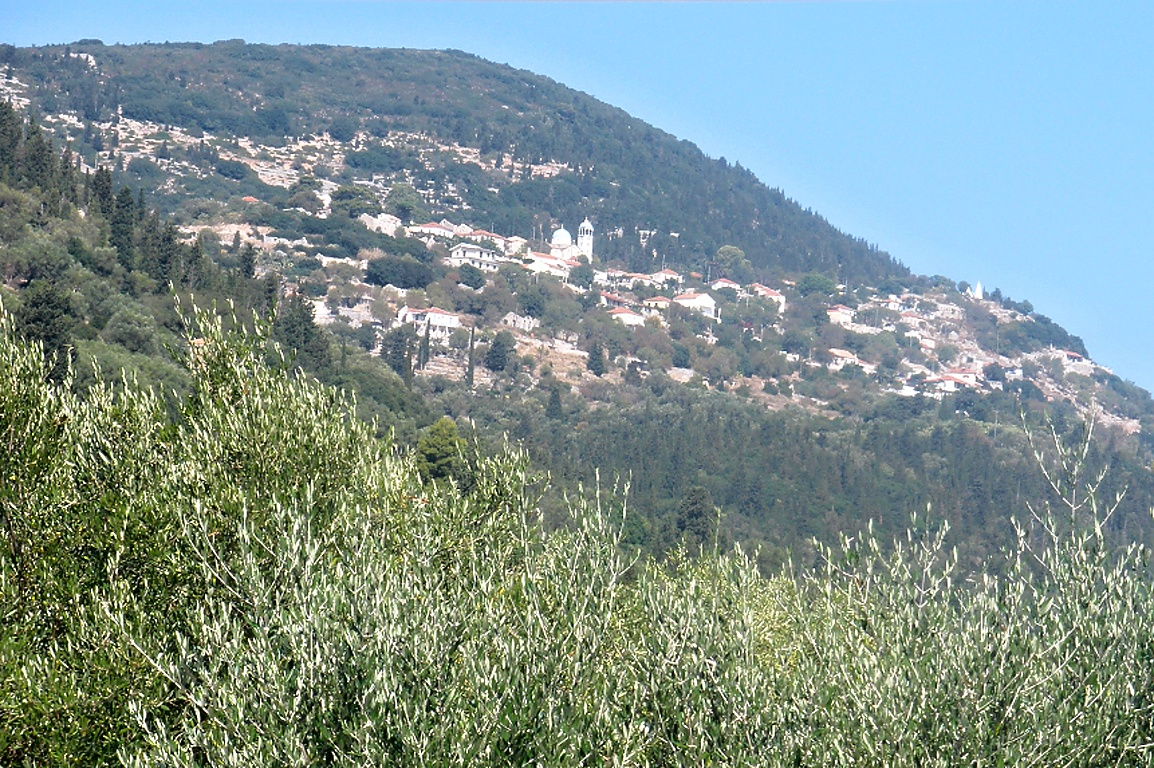
Ithaka
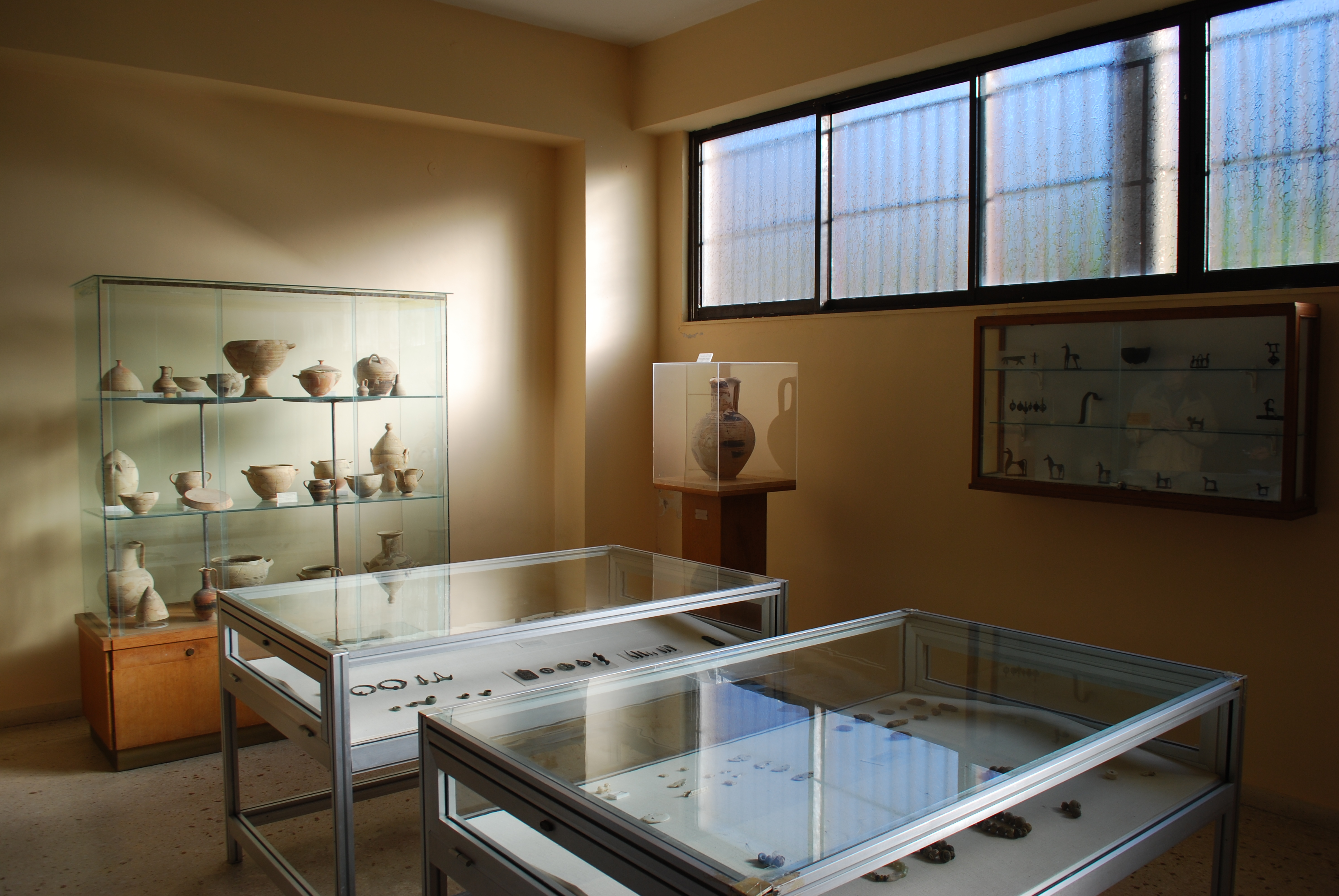
A régészeti múzeum egy részlete
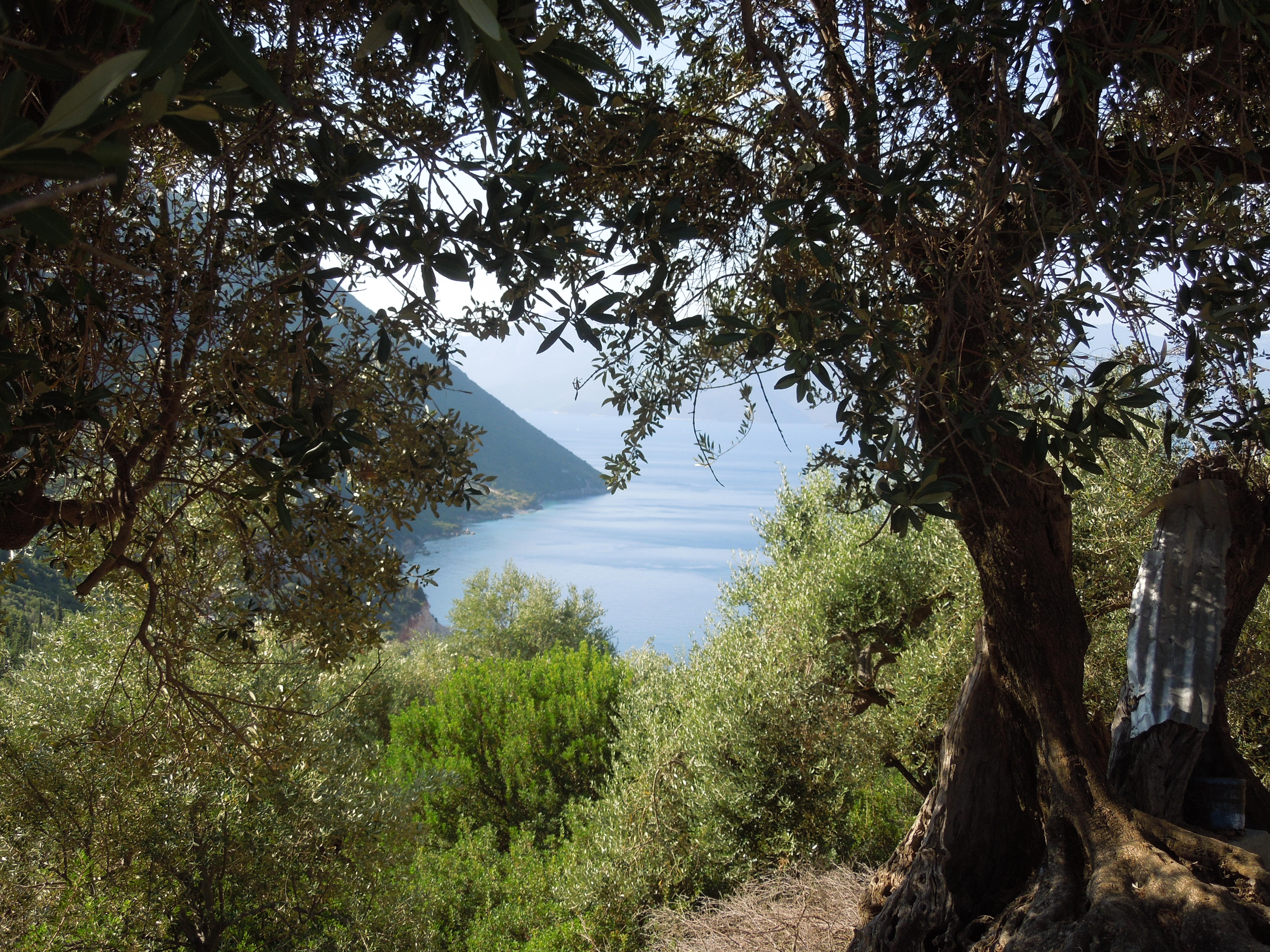
A Molosz-öböl
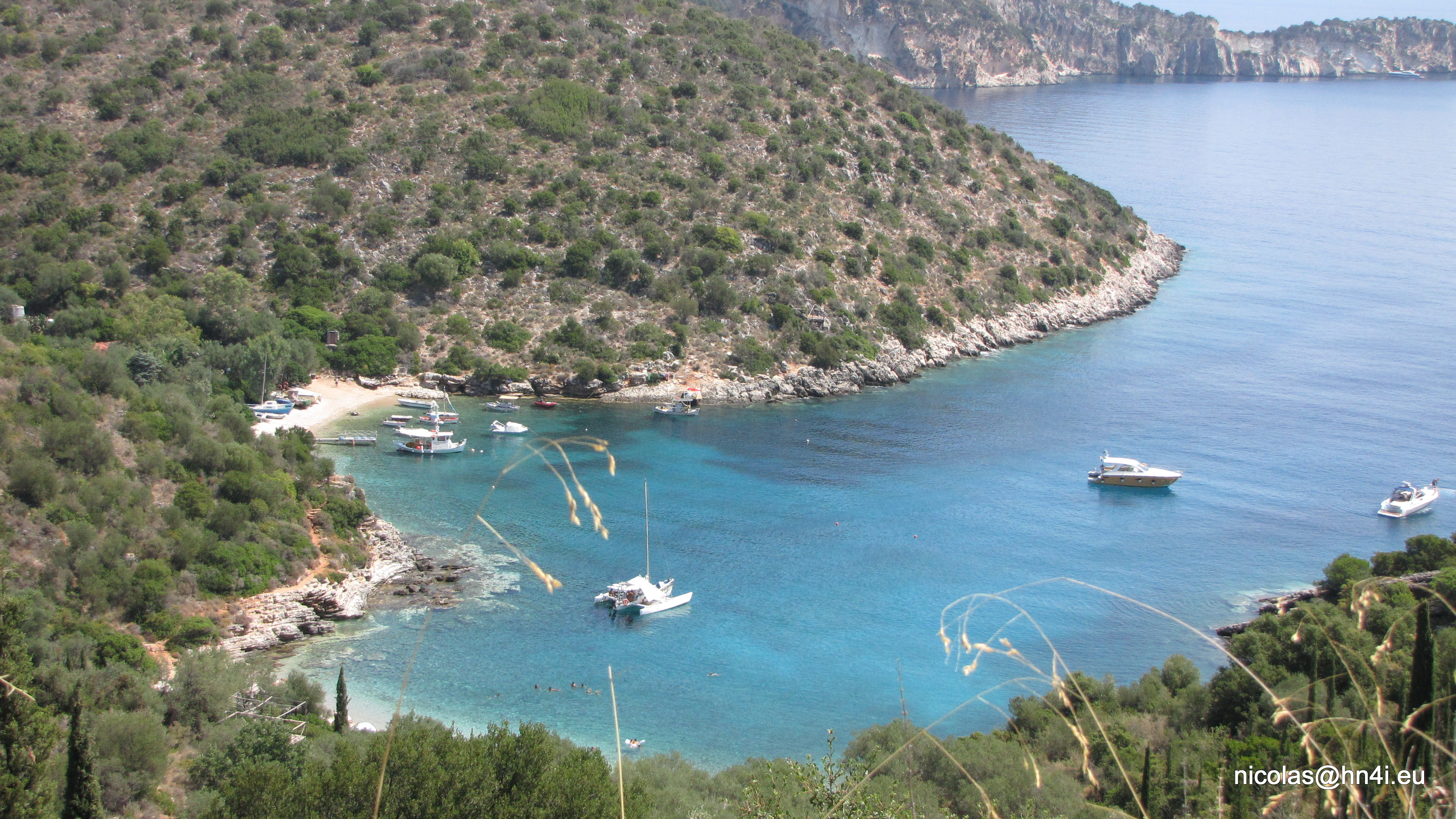